# Končnica (jezik)
Končnica je v jezikoslovju končni, pri pregibanju ali izpeljavi spremenljivi del besede. Loči sklon (lipa -e -i), število (delam -va -mo), osebo (delam -š -ø) ali določnost (mlad-ø -i).

## Ničta končnica
Kadar ni izražena z glasom, jo imenujemo ničta ali neglasovna končnica in se zapisuje s prečrtano ničlo (-ø). Primer ničte končnice je imenovalniška končnica pri samostalnikih določenih sklanjatev (korak-ø, perut-ø).